# Barrage de Nijnekamsk
Le barrage de Nijnekamsk (en russe : Нижнекамская ГЭС), connu également sous le nom de barrage de la basse Kama, est un barrage hydroélectrique situé dans le Tatarstan en Russie.